# Olympische Sommerspiele 1904/Wasserball
Bei den III. Olympischen Spielen 1904 in St. Louis wurde ein Wettbewerb im Wasserball ausgetragen. Es traten drei US-amerikanische Vereine mit je sieben Spielern an. Unklarheit herrscht darüber, ob das Wasserballturnier ein olympischer Wettbewerb war. Dafür spricht, dass das Turnier für Amateure ausgeschrieben war und dass Ausländer hätten teilnehmen dürfen, wenn sie dem gleichen Verein angehört hätten. Allerdings verzichteten sie auch deswegen, weil das amerikanische Wasserballspiel damals eher eine Art Volleyball war und von den europäischen Regeln abwich.
Austragungsort des Wasserballturniers war der Life Saving Exhibition Lake auf dem Ausstellungsgelände der Louisiana Purchase Exposition statt. Dabei handelte es sich um einen künstlichen See, in dem üblicherweise die United States Coast Guard, die amerikanische Küstenwache, Übungen im Rettungsschwimmen vorführte.
Der See wurde von einem Bach durchflossen und war von Düngerrückständen und dem Viehmist der benachbarten Landwirtschaftsausstellung stark verunreinigt, weshalb zahlreiche Wasserballsportler während und nach den Wettkämpfen erkrankten. Besonders betroffen waren die Wasserballer, die sich am längsten im Wasser aufhielten: Vier von ihnen verstarben innerhalb weniger Monate an einem durch Escherichia-Bakterien verursachten typhoiden Fieber.

## Klassement
| Platz | Land | Athleten |
| ----- | ---- | --- |
| 1     | USA  | New York Athletic Club David Bratton, George Van Cleaf, Leo Goodwin, Louis Handley, David Hesser, Joseph Ruddy, James Steen              |
| 2     | USA  | Chicago Athletic Association Rex Beach, David Hammond, Charles Healy, Frank Kehoe, Jerome Steever, Edwin Swatek, William Tuttle          |
| 3     | USA  | Missouri Athletic Club Gwynne Evans, Augustus Goessling, John Meyers, William Orthwein, Amedee Reyburn, Frank Schreiner, Manfred Toeppen |

Datum: 5. und 6. September 1904
Es fanden nur zwei Spiele statt. Dabei gewann der New York Athletic Club zunächst gegen den Missouri Athletic Club mit 5:0. Im „Finale“ siegte New York gegen den Chicago Athletic Club mit 6:0.